# Aiden Starr
Aiden Starr (New Milford, 27 agosto 1979) è un'attrice pornografica e regista statunitense.

## Biografia
Auden Starr è entrata nel mondo dell'industria pornografica nel 2002 e fino al 2006, salvo alcune eccezioni, ha girato esclusivamente con altre ragazze. Ha, inoltre, iniziato dal 2013 la sua carriera da regista pornografica ed ha diretto oltre 250 scene. Nel 2009, insieme a Belladonna e Kimberly Kane, ha ottenuto l'AVN Awards per la miglior scena lesbo a tre. Ha diversi tatuaggi: una mano a 4 dita sulla scapola destra con carattere giapponesi, uno scorpione sulla parte superiore della coscia sinistra e un carattere giapponese alla destra dell'ombelico.
Nel 2018 è stata inserita nella Hall of Fame degli AVN Awards.

## Riconoscimenti
- AVN Awards
  - 2009 – Best All-Girl 3-Way Sex Scene per Belladonna's Girl Train con Belladonna e Kimberly Kane[5]
  - 2018 – Hall of Fame - Video Branch[6]
- XBIZ Awards
  - 2019 – Trans Director of the Year[7]
- Transgender Erotica Awards
  - 2018 – Best Scene Producer[8]
  - 2019 -  Best Scene Producer[9]
  - 2020 -  Best Scene Producer[10]
  - 2024 - Lifetime Achieviement Award con Aubrey Kate[11]